# Петрович, Алекс
Алекс Петрович (англ. Alex Petrovic, 3 марта 1992, Эдмонтон, Альберта, Канада) — канадский профессиональный хоккеист, выступающий на позиции защитника в команде АХЛ «Техас Старз». На драфте НХЛ 2010 года был выбран под общим 36-м номером командой «Флорида Пантерз».

## Карьера
11 апреля 2011 года подписал контракт с клубом НХЛ «Флорида Пантерз», соглашение рассчитано на 3 года.
Сезон 2012/13 провёл он в клубе АХЛ «Сан-Антонио Рэмпэйдж», но уже в апреле 2013 года был переведён в основную команду «Флорида Пантерз». 18 апреля 2013 года дебютировал в НХЛ, это произошло против клуба «Нью-Йорк Рейнджерс». В своём первым сезоне за «Флориду», он провёл 6 матчей в которых результативными действиями не отметился. 7 июня 2014 года продлил контракт с «Флоридой» ещё на 2 года. 26 января 2016 года в матче против «Торонто Мейпл Лифс», забросил свою первую шайбу в НХЛ. 9 февраля 2016 года трижды подрался с игроком «Баффало Сейбрз» Эвандером Кейном. В НХЛ подобное событие произошло впервые с 10 января 2002 года, когда трижды в одном матче отношения выясняли Боб Проберт и Джоди Шелли.

## Личная жизнь
Когда был ребёнком, Петрович, был большим фанатом хоккеиста Майка Модано и клуба «Даллас Старз». Петрович сербского происхождения.

## Статистика
| Легенда | Легенда                    | Легенда | Легенда                   | Легенда | Легенда    |
| ------- | -------------------------- | ------- | ------------------------- | ------- | ---------- |
| И       | Количество проведённых игр | Штр     | Штрафное время            | +/−     | Плюс-минус |
| Г       | Голы                       | П       | Голевые передачи          | О       | Очки       |
| -       | Статистика неизвестна      | —       | Статистика не учитывалась |         |            |